# Außerordentlicher FDP-Bundesparteitag 1976
Koordinaten: 47° 59′ 12,7″ N, 7° 52′ 21,7″ O

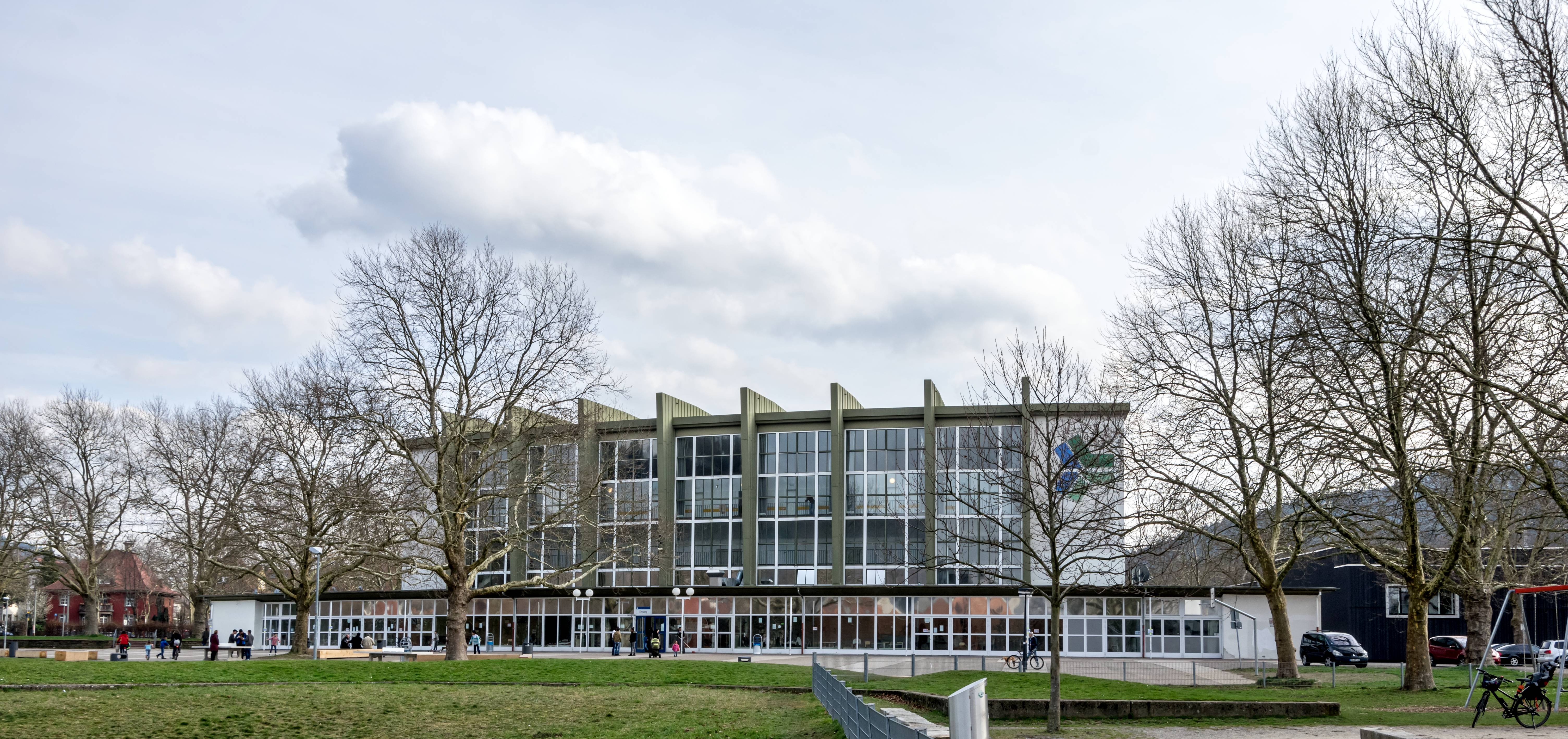
Stadthalle Freiburg

Den außerordentlichen Bundesparteitag 1976 hielt die FDP am 30. und 31. Mai 1976 in Freiburg im Breisgau ab. Es handelte sich um den 6. außerordentlichen Bundesparteitag der FDP in der Bundesrepublik Deutschland. 

## Verlauf
Auf diesem Parteitag verabschiedete die FDP das Programm für die Bundestagswahl 1976. Der Parteivorsitzende Hans-Dietrich Genscher hielt zur Einführung in den Abschnitt „Außenpolitik“ eine Rede unter dem Titel „Für eine Politik des Friedens und der Sicherheit“. Anschließend sprachen Werner Maihofer zum Abschnitt „Staatspolitik“ unter dem Titel „Die liberale Alternative 1976“, Wolfgang Mischnick über „Eine freie Gesellschaft braucht Selbstbestimmung und Vielfalt. Liberale Gesellschaftspolitik schafft Freiheitsräume“, Josef Ertl über „Aus liberaler Sicht – Agrarpolitik nützt allen“, Hildegard Hamm-Brücher über „Augenmaß für das Mögliche – Stehvermögen für das Nötige“ über die Bildungspolitik und Hans Friderichs über „Liberale Wirtschaftspolitik / den Aufschwung in Stabilität sichern“.